# 540'erne
Århundreder: 5. århundrede – 6. århundrede – 7. århundrede
Årtier: 490'erne 500'erne 510'erne 520'erne 530'erne – 540'erne – 550'erne 560'erne 570'erne 580'erne 590'erne
År: 540 541 542 543 544 545 546 547 548 549

## Begivenheder
- Vulkanudbrud der påvirker sommertemperaturen.[1]
- Den justinianske pest